# Pop-rap
Pop-rap (hip-pop) – gatunek muzyczny będący pochodną popu i hip-hopu. Powstał pod koniec lat 80. XX w. w Stanach Zjednoczonych.
Charakterystyczną cechą gatunku są teksty o miłości lub relacjach międzyludzkich, wyraźna linia melodyczna oraz śpiewane refreny budzące skojarzenia z muzyką popową.

## Geneza
Zainicjowanie pop-rapu przypisuje się takim wykonawcom jak Run DMC, Beastie Boys, czy LL Cool J. Miano pierwszego „popowego rapera” pod koniec lat 80. zyskał LL Cool J za sprawą debiutanckiego albumu Radio z 1985 roku. Zawierający wpływy popu i R&B album był efektem współpracy z wytwórnią Def Jam Recordings należącą wówczas do Russella Simmonsa. Według stacji telewizyjnej MTV singel LL Cool J-a „I Need Love” z 1987 był pierwszym hitem stanowiącym mariaż popu i rapu.
W latach późniejszych szybko zyskali na popularności tacy wykonawcy jak Tone Loc, Young MC, oraz Fresh Prince, których twórczość była oparta na „storytellingu” oraz odniesieniach do rozrywkowego trybu życia. W latach 90. pop-rap zaczął czerpać w jeszcze większym stopniu z R&B, a także z muzyki dance. Wówczas szczyt popularności osiągnęli tacy wykonawcy jak MC Hammer oraz Vanilla Ice, za sprawą, odpowiednio, piosenek „U Can’t Touch This” oraz „Ice Ice Baby”. W połowie lat 90. tacy wykonawcy jak MC Hammer obnażyli ułomność stylistki pop-rapu, szybko tracąc na popularności, spotykając się z krytyką, zyskując miano artysty jednego przeboju. Z końcem dekady gatunek zyskał na świeżości za sprawą gangsta rapu czerpiącego z soulu i muzyki popularnej.
W Polsce pop-rap zaistniał w pierwszej dekadzie XXI w., jednakże termin wyparło obraźliwe określenie hip-hopolo, które było stosowane zarówno w odniesieniu do wykonawców, którzy odnieśli sukces komercyjny lub tworzyli w stylistyce innej od hardcore rapu, który dominował w kraju. Przedstawicielami pop-rapu w Polsce są m.in. tacy wykonawcy jak: Mezo, Jeden Osiem L i Liber.